# الحاجی باه
الحاجی باه (انگلیسی: Elhadj Bah؛ زادهٔ ۲۲ اوت ۲۰۰۱) بازیکن فوتبال اهل گینه است.
وی همچنین در تیم‌های ملی فوتبال Guinea national under-17 football team و گینه بازی کرده است.